# Johannes Floehr

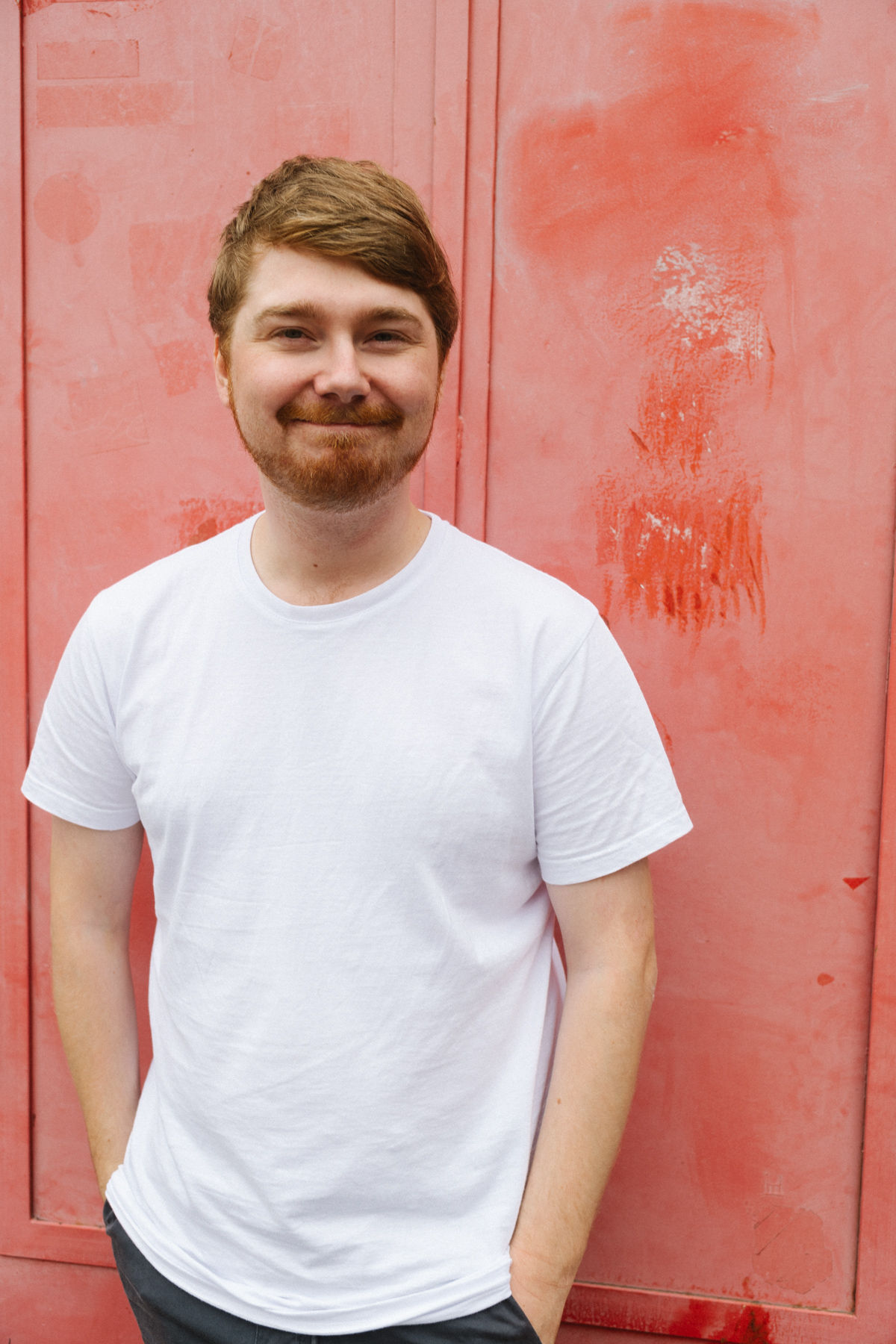
Johannes Floehr

Johannes Zeno Floehr (* 2. Oktober 1991 in Willich) ist ein deutschsprachiger Autor, Comedian und Slam-Poet.

## Leben
Nach seinem Abitur am Krefelder Gymnasium am Moltkeplatz studierte Floehr Kulturwissenschaften an der Fernuniversität Hagen. Er lebt und arbeitet in Hamburg.

### Moderation/Organisation
Floehr tritt bei diversen Literatur- und Kultur-Veranstaltungen als Moderator auf. Neben Poetry Slams moderierte er unter anderem bereits die offene Bühne Open Mic, Powerpoint-Karaoke, das Folklorefest sowie das Welcome Now-Festival im Theater Krefeld, dessen Einnahmen der Krefelder Flüchtlingshilfe zugutekommen. Im Mai 2018 veranstaltete und moderierte er gemeinsam mit Bernard Hoffmeister die nordrhein-westfälischen U20-Meisterschaften im Poetry Slam (NRW-Slam) in Krefeld. Im Juli 2019 richtete Floehr in Krefeld unter dem Namen Twytter-Festiv@l das erste deutsche „Twitter-Festival“ aus, bei dem Künstler aus der deutschsprachigen Twitter-Szene wie Krieg und Freitag, MC Smook, Kathrin Weßling sowie die Mit-Organisatoren Jonathan Löffelbein (mit Worst of Chefkoch) und Fabian Navarro (mit seinem Gedichte-Bot Eloquentron3000) auftraten. Moderiert wurde das auf zwei Bühnen gleichzeitig stattfindende Festival von Floehr und der Wiener Poetin Tereza Hossa. Sämtliche Akteure verzichteten auf eine Gage und der gesamte Erlös der Veranstaltung wurde an Sea-Watch gespendet.
Anlässlich des Brandes im Affenhaus des Krefelder Zoos, bei dem rund fünfzig Tiere ums Leben kamen, organisierte er Anfang 2020 gemeinsam mit Jean-Phillippe Kindler kurzfristig ein Benefiz-Event, bei dem unter anderem die Band Provinztheater sowie Torsten Sträter auftraten. Für die Veranstaltung hatten sie im Vorfeld in den sozialen Netzwerken auch Kritik erhalten, da sie neben Spenden für den Zoo Krefeld auch Geld für den Tierschutzbund sammelten. 2025 moderierte er gemeinsam mit Susanne Klehn auf ALEX Berlin die Sendung "ESC Kompakt: Welcome to the Show 2025".